# Гауа
Гауа (англ. Gaua) — остров в островной группе Банкс (архипелаг Новые Гебриды) в Тихом океане. Принадлежит Республике Вануату и входит в состав провинции Торба.

## География

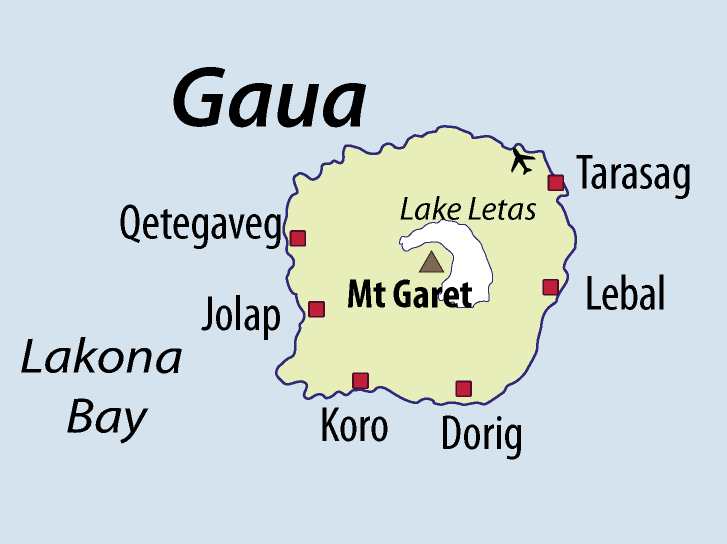
Карта острова

Остров Гауа расположен в северной части архипелага Новые Гебриды в островной группе Банкс. Омывается водами Тихого океана и Кораллового моря. К юго-востоку находится остров Мере-Лава, к северу — остров Вануа-Лава. Ближайший материк, Австралия, расположен примерно в 1300 км.
Остров Гауа, как и другие острова Новых Гебрид, имеет вулканическое происхождение. Состоит он из базальто-андезитового стратовулкана, ширина кальдеры которого составляет 6 × 9 км. Формирование исторически активного конуса горы Гарат и других небольших туфовых конусов в юго-западной части кальдеры сопровождалось формированием кальдерового озера Летас, имеющего форму полумесяца. Это озеро является крупнейшим пресноводным озером Вануату и всего Тихого океана (за пределами Папуа — Новой Гвинеи). Площадь озера Летас составляет 1900 гектар, а глубина в некоторых местах доходит до 360 м. Озеро расположено на высоте в 418 м. Высшая точка острова, гора Гарат, достигает 797 м. Площадь Гауа составляет 328,2 км².
Климат на острове влажный тропический. Среднегодовое количество осадков превышает 3500 мм. Гауа подвержен частым землетрясениям и циклонам.

## История
Европейским первооткрывателем Гауа стал испанский мореплаватель родом из Португалии Педро Фернандес Кирос, открывший остров в 1606 году и назвавший его «Санта-Мария».
В марте 1906 года Гауа, как и другие острова Новых Гебрид, стали совместным владением Франции и Британии, то есть архипелаг получил статус англо-французского кондоминиума.
30 июня 1980 года Новые Гебриды получили независимость от Великобритании и Франции, и остров Гауа стал территорией Республики Вануату.

## Население
В 2009 году численность населения Гауа составляла 2491 человек. Основное занятие местных жителей — сельское хозяйство (выращивание какао и производство копры). Островитяне разговаривают на нескольких меланезийских языках:
- дориг (157 носителей в 2000 году; используется в деревнях Дориг и Кветеон);
- коро (105 носителей в 1983 году; используется в деревнях Коро и Мекеон);
- лакон (300 носителей в 1983 году);
- нуме (450 носителей в 1983 году)[7].

Население проживает в нескольких прибрежных деревнях, расположенных на западном, южном и северо-восточном побережьях Гауа. Крупнейшие поселения — деревни Онетар и Бевето. На острове действует аэродром.